# شعله‌افکن ۴۱

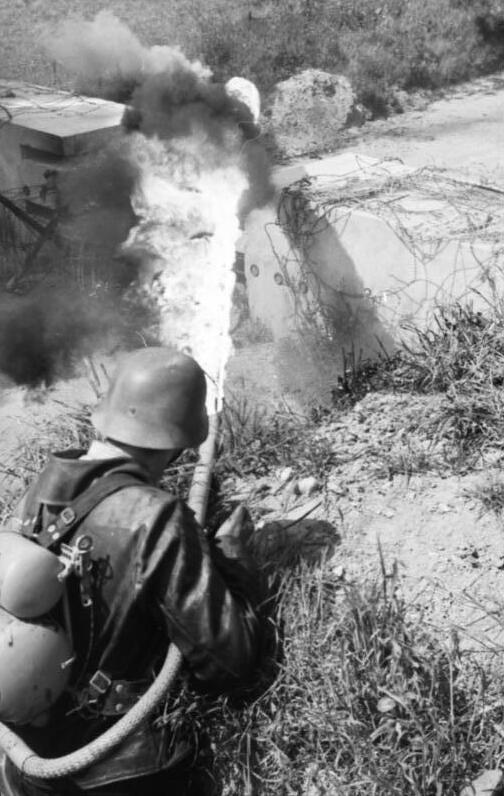
سرباز آلمانی با شعله‌افکن ۴۱

شعله‌افکن ۴۱ (به آلمانی: Flammenwerfer 41) نوعی شعله‌افکن نظامی ساخت آلمان با بردی در حدود ۲۵ متر بود. این سلاح نمونه بهبود یافته شعله‌افکن ۳۵ در جنگ جهانی دوم بود. این سلاح بین سال‌های ۱۹۴۱ تا ۱۹۴۵ تولید شد. 